# Hermann Scherer (Autor)

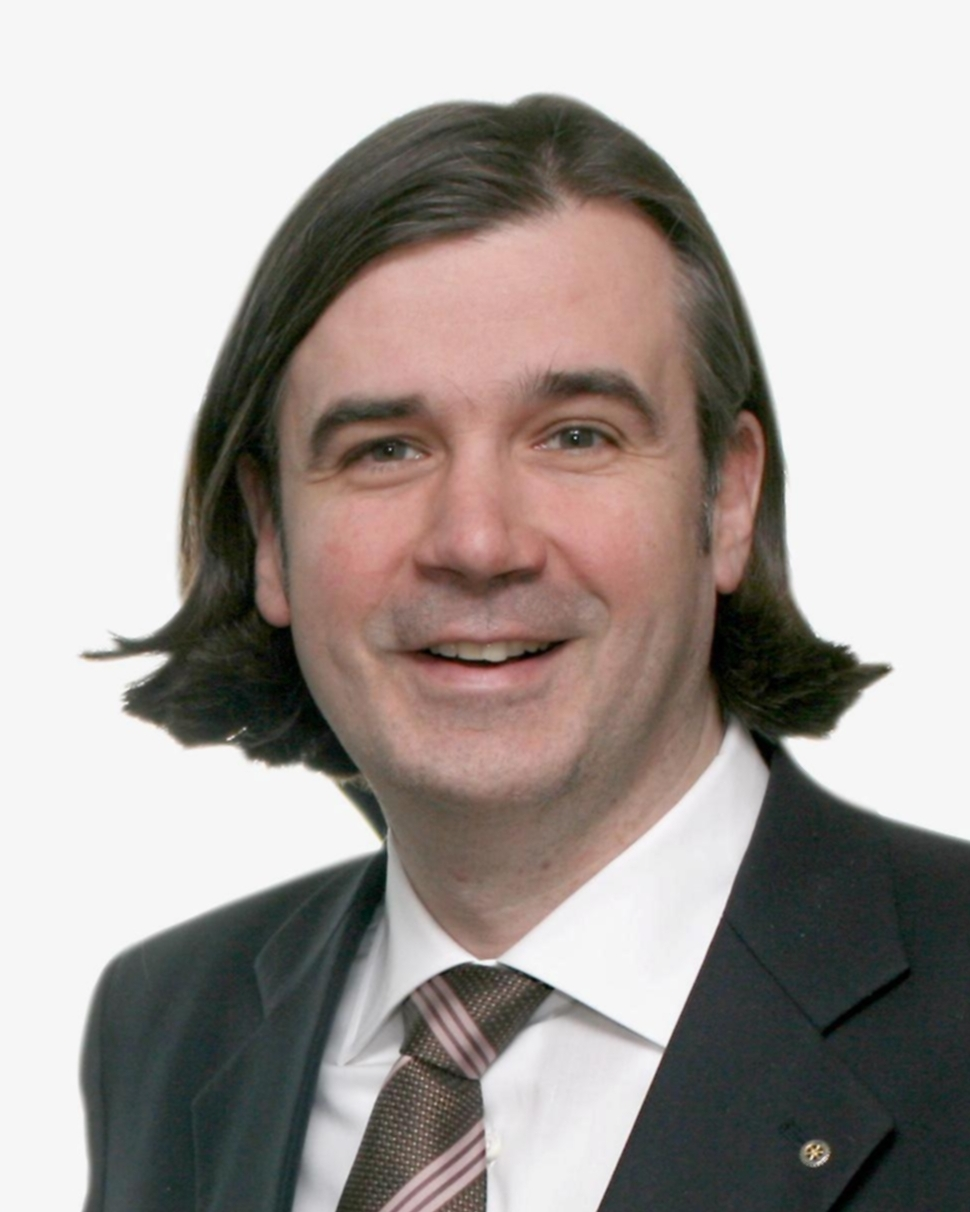
Hermann Scherer 2010

Hermann Paul Josef Scherer (* 28. März 1964 in Moosburg an der Isar) ist ein deutscher Ratgeberautor.

## Leben
Hermann Scherer ist Autor von mehr als 30 Büchern, erschienen u. a. im Campus-Verlag und im Piper Verlag. Das Hamburger Abendblatt setzte sein Buch „Jenseits vom Mittelmaß“ auf Platz 1 der Top-Ten-Liste des Jahres 2009. Sein Buch „Glückskinder“ erschien auf der Bestsellerliste des Magazins „Stern“. Sein Buch „Fokus!“ war Spiegel-Bestseller.
2022 moderierte er im privaten Hamburger Regional-Fernsehsender Hamburg 1 seine TV-Show „Scherer Daily“.
Scherer lebt in Mastershausen im Hunsrück, ist verheiratet und hat zwei Kinder.

## Rezeption
Die Wirtschaftswoche bezeichnete Scherer 2011 in einer Rezension des Buches „Glückskinder“ als streitbaren Autor. Man könne ihn als „Wiederkäuer bekannter Ideen brandmarken, der sein Geld durch geschicktes Gehabe und Übertreibung verdient. Oder man kann ihm vertrauen und als nützlichen Begleiter ansehen.“

## Schriften (Auswahl)
- mit Marco von Münchhausen: Die kleinen Saboteure. So zähmen Sie die inneren Schweinehunde im Job. Piper, München/Zürich 2005, ISBN 3-492-24339-8.
- Wie man Bill Clinton nach Deutschland holt. Networking für Fortgeschrittene. Campus-Verlag, Frankfurt am Main 2006, ISBN 3-593-37766-7.
- Das überzeugende Angebot. So gewinnen Sie gegen die Konkurrenz. Campus-Verlag, Frankfurt am Main 2006, ISBN 3-593-37949-X (2., aktualisierte Aufl. 2011).
- mit Marco von Münchhausen: Verkaufen mit dem inneren Schweinehund. Campus-Verlag, Frankfurt am Main 2007, ISBN 978-3-593-38293-7.
- Schatzfinder. Warum manche das Leben ihrer Träume suchen – und andere es längst leben. Campus-Verlag, Frankfurt am Main 2013, ISBN 978-3-593-39831-0.
- Glückskinder. Warum manche lebenslang Chancen suchen – und andere sie täglich nutzen. Piper, München/Zürich 2014, ISBN 978-3-492-30280-7.
- Fokus! Provokative Ideen für Menschen, die was erreichen wollen. Campus-Verlag, Frankfurt am Main 2016, ISBN 978-3-593-50602-9.
- Mach Deine Marke zu Gold. Wie du es schaffst, sichtbar und begehrt zu werden. Campus-Verlag, Frankfurt am Main 2022, ISBN 978-3-593-51546-5.
- Pole Position. Mit der richtigen Positionierung zu Marktpräsenz und Mehrumsatz. Campus-Verlag, Frankfurt am Main 2023, ISBN 978-3-593-51693-6.